# Palpalá
Palpalá è un comune dell'Argentina (municipio in spagnolo) , appartenente alla provincia di Jujuy, capoluogo ed unico comune del dipartimento omonimo. È posto a 14 km del capoluogo provinciale di San Salvador de Jujuy.
In base al censimento del 2001, nel territorio comunale dimorano 48.199 abitanti, con un aumento del 17,4% rispetto al censimento precedente (1991). Di questi abitanti, il 50,19% sono donne e il 49,80% uomini. Nel 2001 la sola città di Palpalá, sede municipale, contava 44.126 abitanti.
Ufficialmente è stata fondata il 17 aprile 1948 ed è stata dichiarata città il 25 maggio 1972.